# Mark Norman
Mark Norman est un officier de la Marine royale canadienne qui fut le commandant de celle-ci de 2013 à 2016. Depuis 2016, il est le vice-chef d'état-major de la Défense (en).

## Biographie
Mark Norman étudia à l'Université Queen's à Kingston en Ontario. Il s'enrôla au sein de la Réserve navale en 1980 en tant que mécanicien diesel. Il transféra dans la Force régulière en 1985 en tant qu'enseigne de vaisseau de 1re classe. Au cours de sa carrière militaire, il fut commandant du NCSM St. John's. De 2009 à 2010, il était le commandant des Forces maritimes de l'Atlantique. En juin 2013, il devint le commandant de la Marine royale canadienne, poste qu'il occupa jusqu'à sa nomination en tant que vice-chef d'état-major de la Défense (en) en 2016.
Il est inculpé en mars 2018, soupçonné d'avoir divulgué à une entreprise des renseignements confidentiels.

## Annexe